# David Jolly

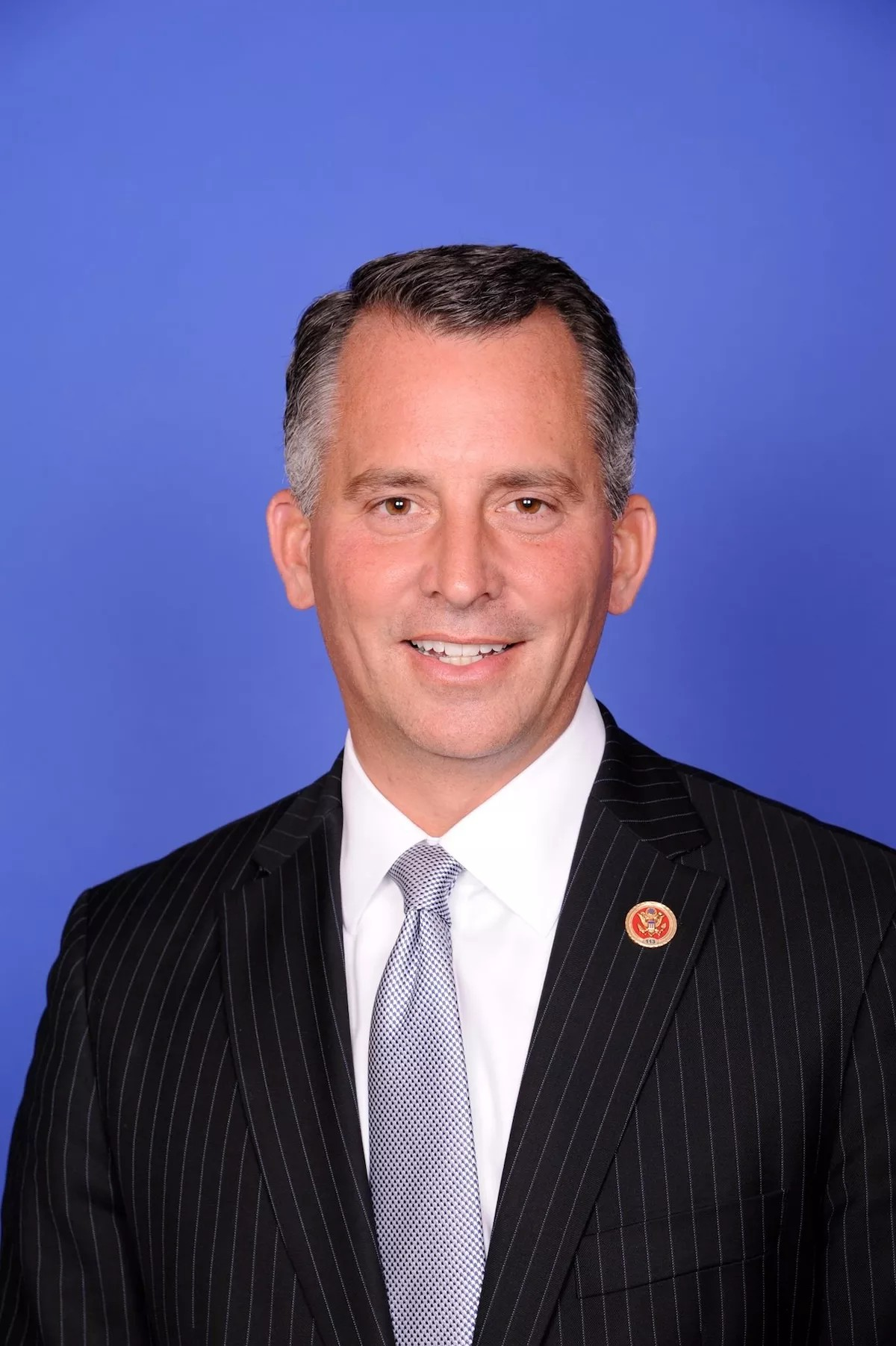
David Jolly

David Wilson Jolly (* 31. Oktober 1972 in Dunedin, Florida) ist ein US-amerikanischer Politiker. Von März 2014 bis Januar 2017 vertrat er den Bundesstaat Florida im US-Repräsentantenhaus.

## Werdegang
David Jolly absolvierte die Pasco High School und studierte danach bis 1994 an der Emory University in Atlanta (Georgia). Nach einem Jurastudium an der George Mason University in Arlington (Virginia) begann er in diesem Beruf zu arbeiten. Zwischen 1994 und 2006 gehörte er dem Stab des Kongressabgeordneten  Bill Young an. Anschließend war er als Lobbyist für die Van Scoyoc Associates in Washington, D.C. tätig. Im Jahr 2011 gründete er seine eigene Firma auf diesem Gebiet, die den Namen Three Bridges Advisors erhielt. Während dieser Zeit verhielt er sich, obwohl Mitglied der Republikanischen Partei, politisch neutral.
Nach dem Tod von Bill Young wurde Jolly als Kandidat seiner Partei im 13. Wahlbezirk von Florida mit 48 Prozent der Wählerstimmen in das US-Repräsentantenhaus in Washington gewählt, wo er am 11. März 2014 sein neues Mandat antrat. Die Wahl war sehr knapp. Seine Gegenkandidatin Alex Sink von der Demokratischen Partei erhielt 46 Prozent. Die einfache Mehrheit genügte, da der libertäre Bewerber Lucas Overby knapp fünf Prozent der Stimmen auf sich vereinigte. Jolly tritt unter anderem für das Recht auf privaten Waffenbesitz ein, ist gegen eine Liberalisierung der Abtreibungsgesetze und gegen Amnestien für illegale Einwanderer. Bei den regulären Kongresswahlen des Jahres 2014 wurde er wiedergewählt. Am 3. Januar 2015 konnte er damit eine volle Amtszeit antreten, die am 3. Januar 2017 endete. Er war Mitglied im Haushaltsausschuss und in drei Unterausschüssen. Am 20. Juli 2015 erklärte er im Jahr 2016 für den Sitz von Marco Rubio im US-Senat kandidieren zu wollen. Nachdem Rubio im Juni 2016 angekündigt hatte, sich nochmals um seinen Sitz zu bewerben, beendete Jolly seine Kandidatur für die US-Senat und kündigte an, sich stattdessen erneut um ein Mandat im US-Repräsentantenhaus zu bewerben.
Bei der Wahl am 9. November 2016 unterlag er seinem demokratischen Herausforderer, Ex-Gouverneur Charlie Crist, und schied daher am 3. Januar 2017 aus dem Repräsentantenhaus aus.
Jolly trat während der ersten Amtszeit von Präsident Trump aus der Republikanischen Partei aus. Im Juni 2025 kündigte Jolly an für die Demokratische Partei 2026 bei der Wahl zum Gouverneur von Florida zu kandidieren.